# Cerebratulus johnstoni
Cerebratulus johnstoni är en djurart som tillhör fylumet slemmaskar, och som beskrevs av Wheeler 1940. Cerebratulus johnstoni ingår i släktet fläsknemertiner, och familjen Cerebratulidae. Inga underarter finns listade i Catalogue of Life.